# Birth of the Cool
Birth of the Cool ist ein Musikalbum von Miles Davis, das am Übergang vom Bebop zum Cool Jazz steht. Diese erste Zusammenarbeit von Davis mit dem Arrangeur Gil Evans wurde mit dem sogenannten Capitol Orchestra 1949 unnd 1950 in den WOR-Studios eingespielt.

## Hintergrund
Gil Evans schrieb Mitte der 1940er Jahre Arrangements für die Claude Thornhill Bigband. Ihm wird die Einführung von Bebop-Kompositionen in das Repertoire der Bigband zugeschrieben, mit Arrangements von Charlie Parkers „Donna Lee“ und „Yardbird Suite“ sowie Gillespies und Parkers „Anthropology“. Miles Davis lernte Evans 1947 kennen, nachdem Davis „Donna Lee“ für Savoy Records aufgenommen hatte; Evans interessierte sich für Miles Davis’ Partitur des Liedes von Charlie Parker, und Miles Davis wiederum interessierte sich für die Instrumentalkombinationen der Thornhill-Band.
Während in den späten 1940er-Jahren die Jazzclubs der 52nd Street, zwischen der 5th und 6th Avenue in New York City, das Jazzzentrum der Welt waren, versammelten sich drei Blocks weiter oben in der 55. Straße, in der Einzimmer-Kellerwohnung von Gil Evans, viele der besten Jazzmusiker der damaligen Zeit, notierte C. Michael Bailey. Evans interessierte sich für das Ganze der einzelnen Stimmen, das gesamte Arrangement der einzelnen Solisten. Das Ergebnis dieser Vorbereitungen war das Nonett von Miles Davis: Der Kern der Musiker, die Evans’ Wohnung besucht hatten, war sich einig, dass das Vehikel zur Umsetzung der Vision von Evans und Davis eine neunköpfige Band war, bestehend aus dem typischen Bebop-Quintett aus Trompete, Saxophon, Bass, Schlagzeug und Klavier, ergänzt durch ein zweites Saxophon (Bariton) und drei tiefe Blechblasinstrumente, in diesem Fall Tuba, Waldhorn und Posaune. Gleichberechtigt waren die Arrangeure Gerry Mulligan (der auch Baritonsaxophon spielte), John Lewis (später Mitglied des Modern Jazz Quartet), Gil Evans und der Komponist John Carisi, die im Winter 1947/48 die ersten Arrangements verfassten. Im Frühling 1948 gründete sich das Nonett, trat mehrfach auf und nahm das Material auf, das schließlich auf Birth of the Cool erschien.
Die Formation vereinte einerseits afroamerikanische Musiker, die vom Bebop kamen, und andererseits weiße Musiker, die aus der Big Band von Claude Thornhill stammten. Dieses Bandprojekt trat erstmals im August und September 1948 für zwei Wochen im Royal Roost auf; dort hörte sie Pete Rugolo, der für Capitol Records als Talentscout arbeitete und mit Davis einen Schallplattenverlag abschloss. (Mitschnitte von diesem Auftritt erschienen erstmals 1974 unter dem Titel Pre-Birth of the Cool.) 1949 spielte das Nonett auch im Clique Club. Die Gruppe war aber finanziell nicht erfolgreich und wurde 1950 aufgelöst.

## Das Album
Das 1957 als Langspielplatte unter dem Titel Birth of the Cool veröffentlichte Album enthält elf Musiktitel. Ursprünglich wurden einige der Kompositionen, die an zwei Studioterminen 1949 und an einem 1950 in den WOR-Studios aufgenommen wurden, von Capitol Records auf Schellackplatten veröffentlicht; diese acht Stücke waren bereits 1954 auf einer Vinyl-EP der Classics-in-Jazz-Reihe zusammengefasst worden. 1971 wurde bei einer Neuauflage der LP als zwölfter Titel Darn That Dream (mit Sänger Kenny Hagood) hinzugefügt, der seitdem in allen weiteren Auflagen enthalten ist.
Zu den Instrumenten der aufgrund der Beratung von Gil Evans nach den Klangfarben zusammengestellten „middle band“ gehörten neben einer Trompete (Davis), einem Altsaxophon (Lee Konitz), einem Baritonsaxophon (Gerry Mulligan), einer Posaune (J. J. Johnson bzw. Kai Winding), einem Piano (John Lewis bzw. Al Haig), Kontrabass (Al McKibbon, Joe Shulman bzw. Nelson Boyd) und Schlagzeug (Max Roach bzw. Kenny Clarke) auch ein Waldhorn (teilweise Gunther Schuller) und eine Tuba (Bill Barber) als Melodieinstrument. So konnten eigenartig schwebende, dunkle Sounds entstehen. Die Bläser wurden in den Arrangements häufig als selbständig geführte Stimmen eingesetzt. Traten sie aber zusammen, so wurden sie parallel geführt, aber in sechsstimmigen, damals im Jazz ungewöhnlichen Akkorden. Die Musiker spielten mit leichtem, vibratolosem Ton. Ausgehend von der für Claude Thornhill geschaffenen Ästhetik, die auf dieses Orchester übertragen wurde, entstand eine eigentümlich introvertiert anmutende Musik. Besonders in den Arrangements von Gil Evans fallen polyphone Passagen auf; Mulligan arbeitete bereits (in Jeru) mit Taktwechseln. Die avancierteste Komposition Israel, ein polyphoner Blues, stammt vom Wolpe-Schüler Johnny Carisi.

## Titelliste
1. Move (Denzil Best) – 2:32
2. Jeru (Gerry Mulligan) – 3:10
3. Moon Dreams (Chummy MacGregor, Johnny Mercer) – 3:17
4. Venus de Milo (Mulligan) – 3:10
5. Budo (Miles Davis, Bud Powell) – 2:32
6. Deception (Davis) – 2:45
7. Godchild (George Wallington) – 3:07
8. Boplicity (Cleo Henry)[6] – 2:59
9. Rocker (Mulligan) – 3:03
10. Israel (Johnny Carisi) – 2:15
11. Rouge (John Lewis) – 3:13
12. Darn That Dream (Eddie DeLange, Jimmy Van Heusen) – 3:26

### Aufnahmedaten
(aufgenommen in New York)
1, 2, 5, 7 – 21. Januar 1949
4, 8, 10, 11 – 22. April 1949
3, 6, 9, 12 – 9. März 1950

### Arrangements
1, 5, 11 – John Lewis
2, 4, 6, 7, 9, 12 – Gerry Mulligan
3, 8 – Gil Evans
10 – Johnny Carisi

## Bedeutung
Davis meinte zu den Aufnahmen in seiner Autobiografie: „Wir spielten uns etwas sanfter in die Ohren der Leute als Bird oder Dizzy, bewegten uns in Richtung Mainstream. Mehr war’s nicht.“ Anders sah dies Joachim Ernst Berendt: „Mit diesen Stücken wurde ein Klangbild durchgesetzt, das schulebildend auf die ganze Entwicklung des kühlen Jazz gewirkt hat.“ Zu einem wichtigen, ja sogar „programmatischen Konzeptalbum“ wurde Birth of the Cool aber erst im jazzhistorischen Rückblick. Denn auf Platte wurden die Titel erst veröffentlicht, als die coolen Aufnahmen von Davis aus der Mitte der 1950er schon auf dem Markt waren. Dennoch beeinflussten sie den West Coast Jazz sehr.
Darüber hinaus markierte Birth of the Cool Miles Davis’ erste Abkehr vom damaligen „Mainstream des Jazz“ (dem Bebop). Erstmals erweiterte Davis mit dem Capitol Orchestra die Grenzen des Jazz. Er tat dies, indem er sich von der 32-taktigen Form der Tin-Pan-Alley-Songs löste, die Definition des kleinen Jazzorchesters erweiterte und den Arrangeuren den gleichen Stellenwert einräumte wie den Solisten. Azar Lawrence ist der Ansicht, dass Birth of the Cool von entscheidender Bedeutung für die gesamte Entwicklung des Jazz ist, da seine reiche, vielschichtige Klangfülle die harmonische Sprache des Jazz beeinflusste. In der Folge ergab sich „eine Veränderung in der Art und Weise, wie die Musiker ihre Instrumente nutzten und welche klanglichen Qualitäten sie verwendeten, um sich auszudrücken.“
„Zusätzlich zu raffinierten Arrangements enthielten diese Nummern die sichersten Soli von Davis, die er bis zu diesem Zeitpunkt auf Platte aufgenommen hatte“, schrieb sein Biograph Eric Nisenson. Nach Nisenson hatte Davis damals zu seinem Stil gefunden; die Aufnahmen erschienen als Birth of the Cool. Das Etikett „cool“ blieb eine Weile an Davis haften: „Ich habe nie verstanden, warum das so genannt wurde; ich glaube, was die wirklich gemeint haben, ist ein sanfter Klang – nicht so durchdringend“, meinte Davis.
Die Musikzeitschrift Jazzwise nahm das Album in die Liste „The 100 Jazz Albums That Shook the World“ auf. 1982 wurde das Album von der amerikanischen Recording Academy  in die Grammy Hall of Fame aufgenommen.

## Neuere Editionen
In der CD Complete Birth of the Cool (1998) sind neben den klanglich überarbeiteten Originaltiteln weitere Aufnahmen des Nonetts vom 4. und 18. September 1948 enthalten; diese waren ursprünglich für eine Hörfunksendung von Symphony Sid im „Royal Roost“ mitgeschnitten worden. Sie erschienen auch separat unter dem Titel Pre-Birth of the Cool oder Real Birth of the Cool.
Aufgrund der großen Bedeutung des Albums für den Jazz hat der für seine zahlreichen Jazzaufnahmen bekannte Tonmeister Rudy Van Gelder eine neuerliche Digitalisierung der ursprünglichen Aufnahmen vorgenommen. Diese CD erschien 2000 unter dem Titel
Birth of the Cool – The Rudy Van Gelder Edition beim Label Blue Note Records.

## Neuaufnahmen der Arrangements
1991 entschied sich Gerry Mulligan, die Arrangements noch einmal zu beleben; Miles Davis zeigte sich interessiert, allerdings kam es zu den Aufnahmen zu Re-Birth of the Cool erst nach seinem Tod. John Lewis und Bill Barber von der Originalband nahmen teil sowie Wallace Roney, Phil Woods, Dave Bargeron, John Clark und das Rhythmus-Team von Mulligan. Die Neu-Interpretationen der einzelnen Stücke brauchten sich nicht mehr an das Single-Format zu halten, so dass auch längere Soli eingespielt wurden.
Joe Lovano legte auf seinem Album Streams of Expression 2006 drei der Arrangements vor (Move, Moon Dreams und Boplicity), die für eine konventionellere und etwas größere Besetzung umgeschrieben und in eine neue Birth of the Cool-Suite von Gunther Schuller eingebettet waren, die harmonisch weitaus komplexere Strukturen als das Original aufweist.